# Christian Grefkes-Hermann
Christian Béla Grefkes-Hermann (* 27. Januar 1977 in Krefeld) ist ein deutscher Neurologe und Neurowissenschaftler. Er ist Lehrstuhlinhaber für das Fach Neurologie an der Goethe-Universität Frankfurt sowie Past-Präsident der Deutschen Gesellschaft für Klinische Neurophysiologie und Funktionelle Bildgebung (DGKN).

## Werdegang
Grefkes-Hermann wuchs in Viersen-Süchteln auf. Nach seinem Abitur am Albertus-Magnus-Gymnasium in Viersen-Dülken begann er 1997 zunächst ein Studium der Chemie an der Ruprecht-Karls-Universität Heidelberg. Im Jahr 1998 wechselte Grefkes-Hermann an die Heinrich-Heine-Universität Düsseldorf, um Medizin zu studieren. Nach Studienaufenthalten an der University of Sydney und am University College London schloss er sein Studium in 2004 ab und erhielt im gleichen Jahr die ärztliche Approbation. In 2005 promovierte er unter der Supervision des Neurowissenschaftlers Karl Zilles im Bereich Strukturelle und funktionelle Kartierung der menschlichen Großhirnrinde. Seine Facharztausbildung zum Neurologen erhielt Grefkes-Hermann an der Klinik für Neurologie des Universitätsklinikums Aachen sowie ab 2007 am Universitätsklinikum Köln. Weiterhin trägt er die Zusatzbezeichnungen Intensivmedizin sowie Rehabilitationswesen. In 2010 erlangte Grefkes-Hermann den Abschluss zum Master-of-Business-Administration der Düsseldorf Business School.
Grefkes-Hermann leitete von 2007 bis 2014 die Forschungsgruppe Neuromodulation & Neurorehabilitation am Kölner Max-Planck-Institut für Stoffwechselforschung. Nach seiner Habilitation in 2011 wurde er 2013 zum Universitätsprofessor mit Schwerpunkt Schlaganfall und Neurorehabilitation an die Universität zu Köln berufen. Mit der Professur verbunden war die Leitung der Arbeitsgruppe Rehabilitation kognitiver Störungen am Institut für Medizin und Neurowissenschaften des Forschungszentrums Jülich. Bis 2022 war Grefkes-Hermann als Leitender Oberarzt an der Klinik für Neurologie der Uniklinik Köln bei Gereon Fink tätig. Seit Januar 2023 ist er Ordinarius für Neurologie an der Goethe-Universität Frankfurt sowie Direktor der Klinik für Neurologie des Universitätsklinikums Frankfurt.
Grefkes-Hermann ist verheiratet und hat zwei Kinder.

## Forschung
Der Forschungsschwerpunkt von Grefkes-Hermann liegt in der systemischen Hirnforschung im Bereich Plastizität und Reorganisation nach Hirnschädigungen, insbesondere nach einem Schlaganfall. Darüber hinaus beschäftigt er sich intensiv mit der nicht-invasiven Hirnstimulation zur Behandlung neurologischer Defizite in Folge von Hirnschädigungen. Grefkes-Hermann war Geschäftsführer und stellvertretender Sprecher des Sonderforschungsbereichs 1451  der Deutschen Forschungsgemeinschaft (DFG) sowie Mitglied des DFG Fachkollegiums Humanneurowissenschaften. Er hat über 170 Publikationen veröffentlicht, die über 23.000 zitiert wurden (Stand 2025). Grefkes-Hermann hat für seine wissenschaftlichen Arbeiten zahlreiche Preise erhalten, u. a. den Wissenschaftspreis der Deutschen Gesellschaft für Neurologie (DGN). Er ist Associate Editor beim Fachjournal Clinical Neurophysiology sowie beim Fachjournal Neuroimage: Clinical. Des Weiteren ist Grefkes-Hermann ist im Vorstand der Deutschen Gesellschaft für Klinische Neurophysiologie und Funktionelle Bildgebung (DGKN) tätig, deren Präsident er 2023/2024 war.

## Auszeichnungen und Rufe
- Ruf W3-Professur Neurologie, Goethe-Universität Frankfurt (2022)[20]
- Ruf W3-Professur Neurologie, Ruhr-Universität Bochum (2022) (abgelehnt)
- Wissenschaftspreis (Heinrich-Pette Preis) der Deutschen Gesellschaft für Neurologie (2018)[21]
- Symposiumspreis der Felgenhauer-Stiftung, Deutsche Gesellschaft für Neurologie (2013)[22]
- Ruf W2-Professur Schlaganfall & Neurorehabilitation, Universität zu Köln (2013)[23]
- Habilitationspreis der Medizinischen Fakultät der Universität zu Köln (2012)
- Deutschland – Land der Ideen, “Ausgewählter Ort” zum Thema “Frührehabilitation von Schlaganfallpatienten durch Hirnstimulation” (2012)[24]
- Young-Scientist-Award des Kompetenznetzwerks Schlaganfall (2011)[25]
- Niels-A.-Lassen-Preis der Deutschen Gesellschaft für Klinische Neurophysiologie (2011)[26]
- Förderpreis der Deutschen Gesellschaft für Neurotraumatologie und Klinische Neurorehabilitation (2011)

## Schriften (Auswahl)
- Eickhoff, S. B., Stephan, K. E., Mohlberg, H., Grefkes, C., Fink, G. R., Amunts, K., & Zilles, K. (2005): A new SPM toolbox for combining probabilistic cytoarchitectonic maps and functional imaging data. Neuroimage, 25(4), 1325–1335.